# Четыре апостола
«Четыре апостола» — картина немецкого художника Альбрехта Дюрера; закончена в 1526 году и является его последней крупной работой.
Это произведение имело для художника огромное значение. В него были вложены идеи, наиболее волновавшие Дюрера, составлявшие самую суть высоких этических представлений мастера о человеке, таком, каким он должен быть. Картину Дюрер преподнёс в дар родному городу Нюрнбергу осенью 1526 года, и она находилась в зале ратуши, где решались самые важные дела городского самоуправления. Курфюрст Максимилиан I буквально насильно выманил её у нюрнбержцев. Боясь ослушаться, они отправили её в Мюнхен, втайне надеясь, что текст писания апостолов под ними в лютеровском переводе заставит Максимилиана вернуть картину назад. Однако курфюрст велел отпилить еретический текст и отослать обратно рамы. Только в 1922 году створки и текст были вновь восстановлены в авторских старинных рамах.
Картина — диптих — состоит из двух вертикальных узких створок, скреплённых между собой. На левой створке изображены апостолы Иоанн и Пётр, на правой — Марк и Павел. Апостолы находятся в одном пространстве, стоят на одном полу. Композиционно они тесно спаяны вместе: духовно они кажутся абсолютно едиными. Их отличает твёрдая воля и темперамент борцов. Состояние духовной активности, интенсивного размышления не только соединяет их, но заставляет предположить общность интеллектуальных поисков. Образы апостолов несут в себе глубокое философско-этическое содержание. Дюрер создаёт их в надежде подать совершенный пример человеческих характеров и умов, устремлённых в высокие сферы духа.
По сообщению каллиграфа Иоганна Нейдёрфера, выполнившего надписи на картинах, в четырёх апостолах художник отразил четыре основных темперамента (слева направо):
- Иоанн — сангвинического
- Петр — флегматического
- Марк — холерического
- Павел — меланхолического[2]

Действительно, Дюрер стремился создать разные типы людей, с их способностью к активному жизненному действию, но наряду с этим и более всего его увлекала цель сотворения образа могучей, духовно богатой личности. Картина «Четыре апостола» должна была восприниматься своеобразным завещанием великого немецкого художника-гуманиста современности и грядущим поколениям.
Под фигурой Иоанна цитата из 2-го послания Петра: 

Были и лжепророки в народе, как и у вас будут лжеучители…
— 2Петр. 2:1
Также, четырёх апостолов сопоставляют четырём возрастам, четырём временам года.